# Merced, California
Merced, California là một thành phố thuộc quận Merced trong tiểu bang California, Hoa Kỳ. Thành phố có tổng diện tích 23,316 dặm vuông Anh (60,39 km2), trong đó diện tích đất là 23,316 dặm vuông Anh (60,39 km2). Theo điều tra dân số Hoa Kỳ năm 2010, thành phố có dân số 78.958 người. Merced là quận lỵ quận Merced trong San Joaquin Valley của miền Bắc California. Được thành lập vào năm 1889, Merced là một thành phố điều lệ hoạt động theo một chính phủ Hội đồng quản lý. Nó được đặt tên sau sông Merced, chảy gần đó.
Merced, được gọi là "Cổng vào Yosemite", ít hơn hai giờ bằng ô tô từ Vườn quốc gia Yosemite ở phía đông và Monterey Bay, Thái Bình Dương, và những bãi biển nhiều về phía tây. Cộng đồng được phục vụ bởi các dịch vụ hành khách đường sắt Amtrak, một hãng hàng không lớn thông qua sân bay khu vực Merced, và ba tuyến xe buýt. Đó là khoảng 110 dặm (180 km) từ Sacramento, 130 dặm (210 km) từ San Francisco, 45 dặm (72 km) từ Fresno, và 270 dặm (430 km) từ Los Angeles.
Trong năm 2005, thành phố đã trở thành nơi có khu trường sở trường Đại học thứ mười của Đại học California, Đại học California, Merced (UCM).